# Ши Сюечен
Ши Сюечен (нар. 3 жовтня 1966) — буддійський монах, голова Буддійської асоціації Китаю.

## Життєпис
Учитель Дгарми Сюечен народився в 1966 році в повіті Сянью, що в провінції Фуцзянь. У 1982 році він прийняв послух у монастирі Ґуанхуа, що в місті Путянь, а згодом був посвячений старшим ченцем Дінхай. Багато часу вчитель Сюечен навчався у ченця Юаньчжо, який був його наставником у вивченні буддизму.
У 1991 році вчитель Сюечен закінчив аспірантуру Китайського буддійського інституту. У 2007 році отримав ступінь почесного доктора адміністрування в галузі освіти в таїландському Королівському буддійському університеті імені Маха Чулалонгкорна. У 2010 році вчитель Сюечен був відзначений бангладеською Золотою премією миру імені Атиши Діпанкари, а в 2011 році отримав ступінь доктора Махапандіт Трипітаки від Ради всеіндійського бгікшу маха санґги.
На цей час учитель Сюечен займає посаду голови Буддійської асоціації Китаю (БАК), також він є заступником голови Всесвітнього братерства буддистів, ректором Китайського буддійського інституту, головою Буддійської асоціації провінції Фуцзянь, настоятелем монастирів Ґуанхуа (місто Путянь, провінція Фуцзянь), Фамень (повіт Фуфен, провінція Шаньсі), Лунцюань (місто Пекін), членом Постійного комітету народної політичної консультативної ради Китаю, заступником голови Китайського релігійного комітету захисту миру, заступником директора Вищій школи гуманітарних та релігійних досліджень Пекінського педагогічного університету, головним редактором журналу БАК “Голос Дгарми” та інше.